# Gasbert de Valle
Pour les articles homonymes, voir Gaubert.
Gasbert de Valle, de La Val ou de Laval, dit aussi Guasbert Duval, Guisbert de la Vallée ou Gaubert du Val, (né en 1297 dans le Quercy - mort le 1er janvier 1347 à Avignon) était un religieux français du Moyen Âge, qui fut évêque ou archevêque de Marseille (1319-1323), d'Arles (1323-1341), puis de Narbonne (1341-1347). À partir de 1316, il exerça diverses fonctions à la Cour pontificale d'Avignon, sous les pontificats de Jean XXII, Benoît XII et Clément VI.

## Biographie

### Origines et premières années
Avant l'élévation de Jean XXII à la papauté le 7 août 1316, Gasbert faisait partie de sa maison. Deux jours après son couronnement, le pape lui conféra à la fois l'église paroissiale de Bovenac au diocèse de Narbonne et un canonicat de la cathédrale de Meaux, en attestant sa qualité de familier (« familiari nostro »). Il lui donna ensuite l'archidiaconé de Cahors.[réf. nécessaire]

### Le prélat à Avignon
Dès 1316, Jean XXII en fit son trésorier, fonction que Gasbert partagea collégialement avec Adhémar Amiel.
Le 13 juin 1317, à partir de la mort suspecte (attentat qui aurait en fait visé le pape) du cardinal Jacques de Via, il eut l'administration de l'église d'Avignon que le pape retenait à sa main, sans y nommer de titulaire, avec le titre et les pouvoirs de vicaire-général de l'évêché. En réalité, il n'y eut point d'autre évêque d'Avignon que lui pendant les dix-huit ans du règne de Jean XXII.[réf. nécessaire]

#### Évêque de Marseille
Il fut nommé évêque de Marseille le 12 septembre 1319 et quelques jours plus tard, le 18 septembre 1319, devint camérier du pape, charge qu'il conserva sous les papes Jean XXII, Benoît XII et Clément VI et ce jusqu'à sa mort, soit pendant plus de 27 ans (du 18 septembre 1319 au 1er janvier 1347). Comme tous les camériers de cette époque, il était un proche du pape, mais fut le seul, avec Étienne Cambarou, a en avoir les compétences techniques par sa fonction précédente de trésorier.
En réalité, le nouveau prélat demeura bien plus à Avignon et gouverna son diocèse par des grands vicaires. Il s'entoura de familiers; on connait un notaire du pape, Raymond de Laval, qui fut probablement son frère et un neveu, secrétaire de la Chancellerie papale. Plus tard, en 1348, un de ses cousins  fit valoir cette relation pour obtenir un poste de scribe.

#### Archevêque d'Arles
Le 8 juillet 1323, il est nommé archevêque d'Arles.
Il reçoit le pallium le 8 septembre et fait hommage entre les mains du roi Charles IV le Bel le 8 mars 1324. Il a alors plus de facilité pour gouverner son diocèse, tout en continuant à demeurer à Avignon et à y exercer les mêmes fonctions.[réf. nécessaire] En 1326 et 1337[réf. nécessaire], il préside le concile d'Avignon. (Saint Ruf, près d'Avignon)

#### Archevêque de Narbonne
Le 2 octobre 1341, il est nommé archevêque de Narbonne sous le règne du pape Benoît XII.[réf. nécessaire]
Le 16 février 1342, il reçoit le serment de fidélité du jeune vicomte de Narbonne Aymeri VI, pour la moitié occidentale de la cité narbonnaise, tenue en fief des archevêques.
Le 12 octobre 1342, il achète une maison à Toulouse, près de la faculté de droit, pour y fonder un collège afin de recevoir des écoliers de son ordre qui iraient étudier dans cette ville. Le 13 mars 1343, il fonde le collège de Narbonne, en l'honneur de la Sainte-Vierge Marie, des apôtres Saint-Pierre et Saint-Paul et de Saint-Trophime, patron de l'église d'Arles. Il ordonne que douze écoliers étudiant à l'université de Toulouse y seraient nourris et entretenus.[réf. nécessaire]
On rapporte également une étrange histoire à son sujet qui éclaire les mœurs de la curie de l'époque. Il est dit en effet que « pour racheter les péchés de la chair perpétrés (sic) à la curie », Gasbert de Laval consacra en 1343 une partie de sa fortune à installer dans une maison neuve l'œuvre des Repenties qui accueillait les courtisanes et prostituées désireuses de se repentir. Il interviendra ainsi à plusieurs reprises par des travaux effectués à la Chapelle Notre-Dame-des-Miracles d'Avignon.
Il meurt le 1er janvier 1347 à Avignon. Il avait fait construire un mausolée dans l'Église Saint-Trophime d'Arles mais fut enterré à Narbonne.

## Armoiries
Ses armes sont de gueules à trois fasces d'argent.